# Paulo Mandlate
Paulo Mandlate SSS (província de Gaza, 4 de fevereiro de 1934 – Maputo, 21 de agosto de 2019) foi um prelado moçambicano da Igreja Católica que serviu como Bispo de Tete de 1976 a 2009, tendo sido o primeiro negro a chefiar aquela diocese.
Foi ordenado sacerdote pela Congregação do Santíssimo Sacramento em 6 de janeiro de 1968. Em 31 de maio de 1976 foi nomeado Bispo de Tete pelo Papa Paulo VI, tendo sido ordenado como tal em 26 de setembro desse ano.
Aposentou-se como bispo em 18 de abril de 2009, e morreu em Maputo em 21 de agosto de 2019 com a idade de 85 anos.